# Chosen Survivors
Chosen Survivors és una pel·lícula de terror i ciència-ficció mexicano-estatunidenca del 1974 dirigida per Sutton Roley i protagonitzada per Jackie Cooper, Alex Cord, Richard Jaeckel, Bradford Dillman, Pedro Armendáriz Jr. i Diana Muldaur.

## Trama
Després de ser seleccionats a l'atzar per un ordinador per buscar seguretat en un refugi antiaeri subterrani la vigília d'un atac nuclear, un grup de refugiats s'adonen horriblement: estan compartint l'espai amb una colònia de ratpenats vampirs. I com que tornar sobre terra no és una opció, es veuen obligats a quedar-se i lluitar per les seves vides.

## Repartiment
- Jackie Cooper - Raymond Couzins
- Alex Cord - Steven Mayes
- Richard Jaeckel - Major Gordon Ellis
- Bradford Dillman - Peter Macomber
- Pedro Armendáriz Jr. - Luis Cabral
- Diana Muldaur - Alana Fitzgerald
- Lincoln Kilpatrick - Woody Russo
- Gwenn Mitchell - Carrie Draper
- Barbara Babcock - Dr. Lenore Chrisman
- Cristina Moreno - Kristin Lerner
- Nancy Rodman - Claire Farraday
- Kelly Lange - Mary Louise Borden

## Estrena
La pel·lícula es va estrenar als cinemes als Estats Units el 24 de maig de 1974. El distribuïdor original era Columbia Pictures. La pel·lícula es va estrenar en DVD en una doble funció amb The Earth Dies Screaming com a part de la sèrie Midnite Movies de MGM. També fou projectada com a part de la secció oficial del IX Festival Internacional de Cinema Fantàstic i de Terror a Sitges (1976).
Més recentment, l'empresa de restauració de pel·lícules Kino Lorber va llançar l'edició de col·leccionistes de Blu-ray el 16 d'octubre de 2016.